# Carthamus
- Commons
- Wikispecies

Cártamo (Carthamus) é um género botânico pertencente à família Asteraceae.

## Espécies
- Carthamus arborescens
- Carthamus boissieri
- Carthamus creticus
- Carthamus dentatus
- Carthamus lanatus
- Carthamus leucocaulos
- Carthamus tenuis
- Carthamus tinctorius

## Classificação do gênero
| Sistema | Classificação                               | Referência               |
| ------- | ------------------------------------------- | ------------------------ |
| Linné   | Classe Syngenesia, ordem Polygamia aequalis | Species plantarum (1753) |